# Cinturón de trigo de Avon

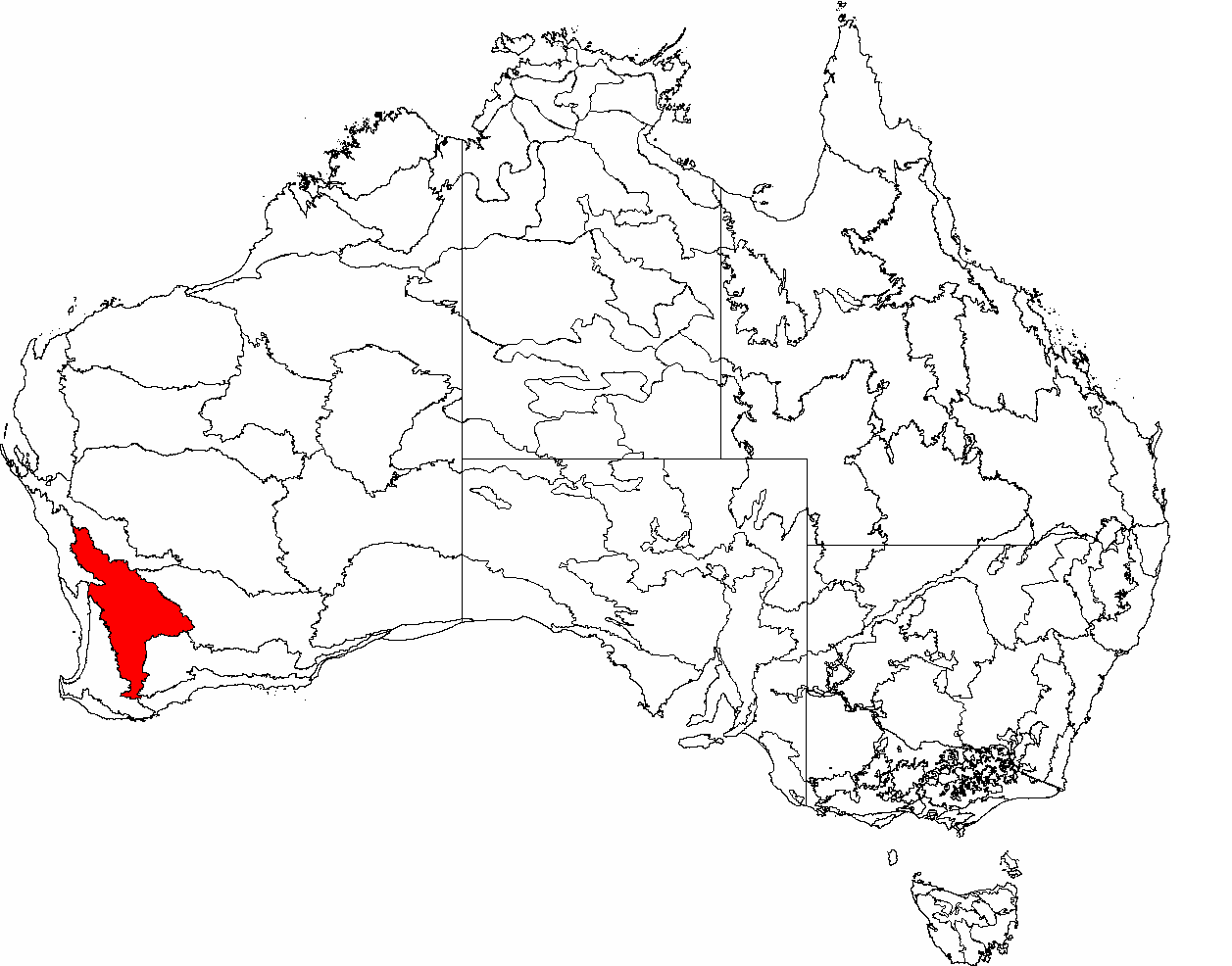
La región de IBRA, con Avon Wheatbelt en rojo

El Cinturón de trigo de Avon o Avon Wheatbelt es una biorregión de Australia Occidental y parte de la  ecorregión de la sabana más grande de la sabana de Australia suroccidental.